# Каргалытамак
Каргалытамак (баш. Ҡарғалытамаҡ) — деревня в Благоварском районе Башкортостана, относится к Каргалинскому сельсовету.

## Население
| 2002 | 2009 | 2010 |
| ---- | ---- | ---- |
| 92   | ↗119 | ↘80  |

Согласно переписи 2002 года, преобладающие национальности — татары (55 %), башкиры (44 %).

## Географическое положение
Расстояние до:
- районного центра (Языково): 34 км,
- центра сельсовета (Верхние Каргалы): 5 км,
- ближайшей ж/д станции (Благовар): 18 км.

## Известные уроженцы
- Азиев, Камиль Галиевич — доктор сельскохозяйственных наук (1988), профессор (1992), член-корреспондент РАСХН (1990).
- Басыров, Асхат Гиниятович (11 ноября 1927 года — 3 октября 2012 года) — нефтяник, лауреат Государственной премии СССР (1977), заслуженный нефтяник БАССР (1972), почётный нефтяник Министерства топлива и энергетики РФ.
- Миннекаев, Тимур Римзаевич (05 мая 1981 года) — юрист (2001), президент некомерческого фонда "Дети мира", правозащитник.